# SILLIAC

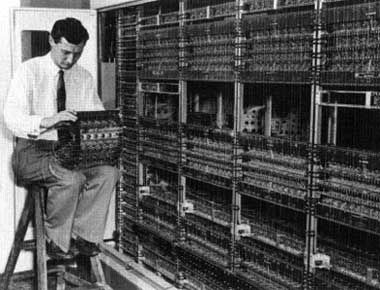
Сотрудник Сиднейского университета Питер Эплин занимается техническим обслуживанием SILLIAC

SILLIAC (сокр. от англ. Sydney ILLIAC) — один из первых компьютеров, созданный в Школе физики Университета Сиднея, в Австралии. В основе лежали проекты более ранних компьютеров ILLIAC и ORDVAC созданных в Университете Иллинойса (США), которые в свою очередь являлись попытками реализации принстонской архитектуры, предложенной Джоном фон Нейманом.
SILLIAC берет своё начало в конце 1953 года, когда Гарри Мессел, новый динамичный глава Школы физики, и Джон Блатт (англ.), недавно устроившийся исследователь, независимо друг от друга осознали, что школа нуждается в электронном компьютере в качестве инструмента для расчетов по теоретической физике. Пока первый компьютер в южном полушарии, CSIRAC, уже работал где-то в Университете Сиднея, было несколько серьёзных препятствий в использовании его Школой физики. Во-первых, CSIRAC был полностью занят под исследования CSIR, к тому же Джон Блатт счёл их сотрудников не желающими оказывать помощь. Во-вторых, как компьютер с последовательной архитектурой, он был слишком медленным для того круга задач, над которыми работали Блатт и Мессел. Было принято решение построить для школы свой собственный компьютер.
Подходящий компьютер (ILLIAC) уже существовал в Университете Иллинойса в США и Блатт и Мессел предпочли скопировать его, вместо того, чтобы проектировать компьютер с нуля. Университет Иллинойса с радостью предоставил чертежи и оказал содействие. Рассчитанная стоимость постройки копии составила 110 000 долларов США. Джон Олджи, в то время бывший инженером по эксплуатации CSIRAC, оценил затраты и рассчитал стоимость в 35 200 австралийских фунтов (примерно 2 000 000 австралийских долларов на 2006 год). Основываясь на этом, решение действовать было принято в конце 1953 года. Общий знакомый представил Мессела Адольфу Бассеру, который пожертвовал 50 000 австралийских фунтов на компьютер.
Как и большинство компьютеров фоннеймановской архитектуры, SILLIAC не был точной копией ILLIAC. Одним из важных изменений было использование электронных ламп типа 2C51 вместо более распространённых 6J6. 2C51 были разработаны в Bell Labs для использования в подводных телефонных повторителях и работали в 5 раз дольше (и стоили в 6 раз дороже). Это решение значительно повысило надёжность SILLIAC по сравнению с его современниками.
Как и другие первые компьютеры, SILLIAC был физически большим. Компьютер представлял собой большой шкаф высотой 2,5 м, шириной 3 м и глубиной 0,6 м и занимал отдельную комнату. Его источник питания занимал вторую комнату, а воздушное охлаждение требовало дополнительной комнаты на цокольном этаже.
В июле 1954 года со Standard Telephones and Cables (STC) был заключен договор на постройку компьютера с его тестированием и установкой, производившейся техниками, в Школе физики.
4 июля 1956 года SILLIAC успешно прошёл самотестирование и тестовый запуск научной программы. На следующий день он выполнил первую производственную программу и с 9 июля был предоставлен пользователям для регулярного доступа. Официальное открытие состоялось 12 сентября 1956 года.
Барри де Ферранти, пионер привлечённый к постройке SILLIAC, описывал основной шкаф компьютера в 2 м высоты, 1 м глубины и 5 м длины с стеклянными передними панелями и световыми переключателями, которые показывали что происходит внутри машины. Компьютер работал до 17 мая 1968 года, когда был заменен более быстродействующей и большой ЭВМ. Сейчас SILLIAC разобран на части.

## Хранение
Некоторые части SILLIAC находятся в Powerhouse Museum, а также демонстрируются в Университете Сиднея .
В марте 2008 года Общество австралийского компьютерного музея находилось в поисках альтернативного хранилища, рискуя превратить свою коллекцию, включая важные компоненты SILLIAC, в лом .

## Технические характеристики
- Параллельная, асинхронная работа. Приблизительно 13 000 операций сложения, 1400 умножения или 1200 деления в секунду.
- Память: 1024 40-битных слов на основе трубок Вильямса
- Слово содержало две 20-битных инструкции
- Приблизительно 150 операций на 2 регистра
- Ввод данных на перфоленте, вывод на перфоленту или принтер. Четыре устройства хранения данных на магнитной ленте были добавлены в 1958 году.
- Изначально содержал 2768 ламп. В ходе модернизации в 1958 году количество ламп увеличено до 2911.
- Потребляемая мощность: 35 кВт
- В среднем беспрерывная работа в течение 11 часов между отказами